# Teratornis
Teratornis is een uitgestorven roofvogel behorend tot de Teratornithidae, verwanten van de gieren van de Nieuwe Wereld, en het leefde tijdens het Pleistoceen in Noord-Amerika. 

## Fossiele vondsten
Fossielen zijn aangetroffen bij de befaamde vindplaats La Brea nabij Los Angeles. Hier zijn meer dan honderd specimen van Teratornis merriami gevonden. Net als andere aaseters was ook Teratornis aangetrokken door de geuren van rottend vlees en zo vast komen te zitten in het teer. Andere fossielen van Teratornis merriami zijn gevonden in zuidelijk Nevada en noordelijk Arizona. Teratornis woodburnensis is alleen bekend uit Oregon.

## Kenmerken
Teratornis had een spanwijdte van ongeveer drie en half tot vier meter, een hoogte van 75 cm en een gewicht van ongeveer veertien kilogram. 
De meeste informatie over het uiterlijk en de leefwijze van de Teratornithidae is gebaseerd op Teratornis merriami. De klassieke weergave van deze soort is een condorachtige roofvogel die vecht met een sabeltandkat om een kadaver van een grote herbivoor in een teerput. Recentere studies naar de schedel en het skelet van Teratornis merriami hebben echter tot andere inzichten geleid. De schedel is breed en flexibel met een lange, gehaakte snavel en aanhechtingspunten voor sterke kaakspieren. Hiermee wijkt Teratornis merriami af van de gieren van de Nieuwe Wereld, die een smalle, inflexibele schedel hebben, en komt de bouw van de schedel meer overeen met de brede, krachtige schedel van de vale gier en diens verwanten. De bek is wijd te openen en wat geschikter voor het in zijn geheel inslikken van prooidieren dan voor het afscheuren van vlees van een kadaver. Het bekken van Teratornis merriami lijkt meer op vogels die veel lopen zoals ooievaars dan op het bekken van condors. Ook waren de poten langer met grotere voeten. Hierdoor kon Teratornis merriami efficiënter op de grond lopen dan andere roofvogels. De voeten missen de lange, krachtige klauwen van havikachtigen. De chemie van de botstructuur wijst er op dat Teratornis merriami zich voedde met landdieren. Volgens de huidige inzichten was de leefwijze van Teratornis merriami beter te vergelijken met die van caracara's dan met de leefwijze van condors - een goed vliegende roofvogel die een groot deel van de tijd op de grond doorbracht op zoek naar voedsel, bestaande uit kleine gewervelden en aas.
Teratornis overleefde tot 10.000 jaar geleden en stierf in dezelfde periode als de Amerikaanse megafauna uit. 